# Большая мельница

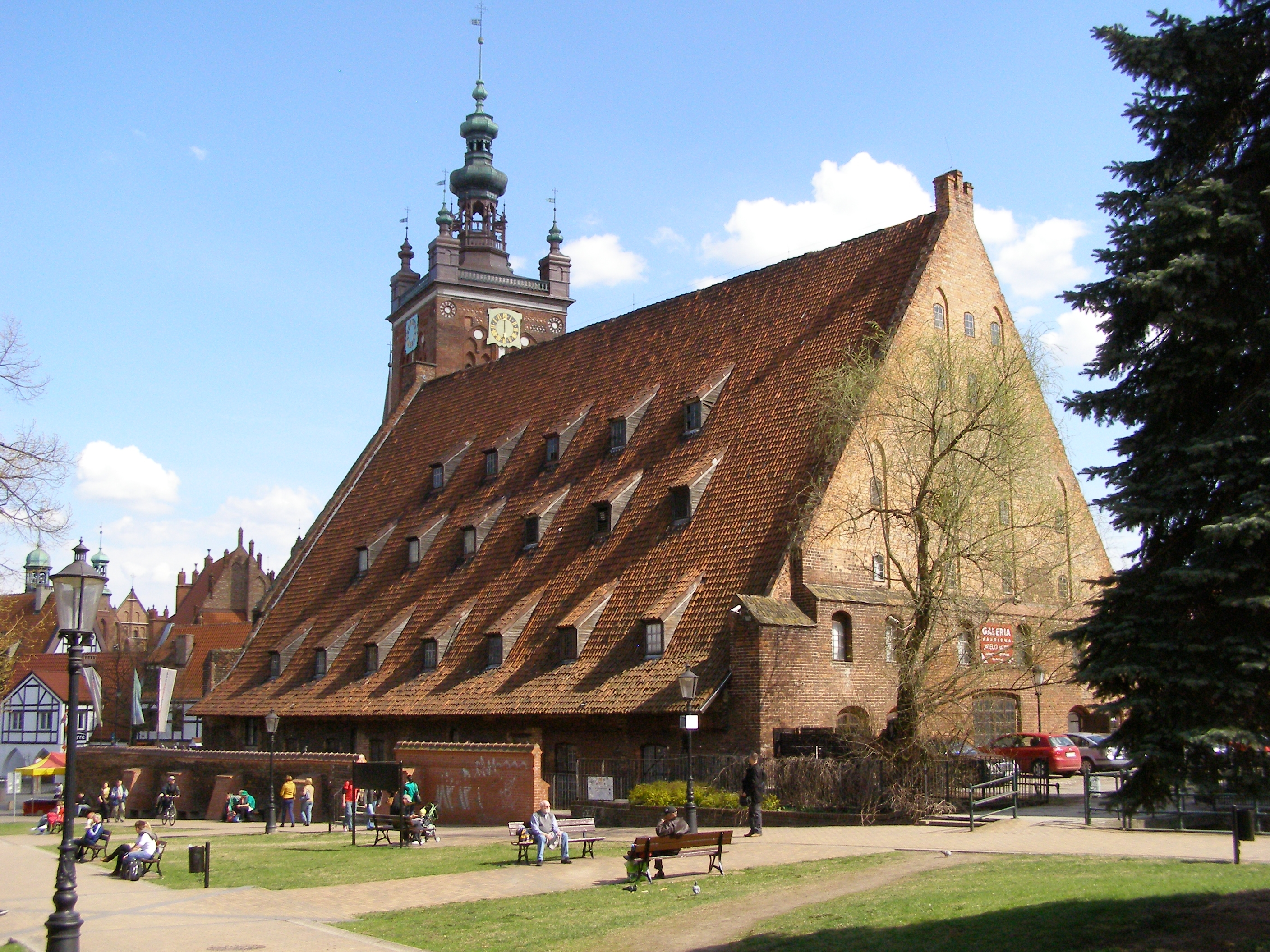

Больша́я ме́льница (пол. Wielki Młyn) — одна из достопримечательностей Гданьска, расположена в северной части Старого города.
Мельница была построена Тевтонским орденом из кирпича в XIV веке. В Средневековье это было одно из крупнейших промышленных зданий Европы. Мельница была оснащена 12, а потом 18 водяными колёсами, приводимыми в движение водами Радунского канала, питаемого рекой Радуней. В здании мельницы располагались также склад и хлебопекарня.
Здание, восстановленное после повреждений военного времени, долгое время использовалось как торговый центр. В 2016 году передано в ведение Гданьского музея янтаря и закрыто на реконструкцию.